# Thiotrichaceae
Famille
Genres de rang inférieur
- Thiothrix Genre type
- Achromatium
- Leucothrix
- Thiobacterium
- Thiomargarita
- Thioploca
- Thiospira

Les Thiotrichaceae sont une famille de bactéries, de l'embranchement des Pseudomonadota. Parmi les plus connues figure le genre Thiomargarita, qui contient les plus grandes bactéries connues.

## Nomenclature et taxonomie

### Étymologie
Le nom de famille Thiotrichaceae a d'abord été proposé en 1949 mais sans description ni définition et donc jugée publiée de manière invalide par l'ICSP,.
Lors de sa description de 2005, la famille Thiotrichaceae a été nommée ainsi d'après le genre type qui lui a été assigné, Thiothrix. Son étymologie est la suivante : Thi.o.tri.cha'ce.ae. M.L. fem. n. THiothrix genre type de la famille; suffixe -aceae pour signifier la famille; M.L. fem. pl. n. Thiotrichaceae la famille de Thiothrix.

### Taxonomie
Cette famille a été décrite en 2005 comme une nouvelle famille principalement sur la base des analyses phylogénétiques des séquences d'ARN ribosomal 16S. Lors de sa description, cette famille comprenait 8 genres bactériens dont les Beggiatoa qui en ont été retirées plus tard pour être intégrées dans la famille des Beggiatoaceae.

## Description
La plupart des genres de cette famille sont capables de produire du soufre. Certains genres sont capables de former des filaments. Certaines espèces sont mobiles en glissant tandis que les bactéries du genre Thiospira se déplacent en utilisant des flagelles.